# 张皇后 (朱友珪)
張皇后（877年—913年），五代时期后梁皇帝朱友珪的皇后。
梁太祖朱温晚年荒淫无道，招自己的儿媳入宫侍寝。义子博王朱友文的妻子王氏最为朱温宠爱，朱温病重时托付王氏自己要传位给朱友文。也在侍寝的张氏将这件事告诉了自己的丈夫皇三子郢王朱友珪，朱友珪遂率所部政变，派仆夫冯廷谔杀死了朱温，登基为帝，立张氏为皇后，改明年年号为鳳曆。
凤历元年（913年），朱温四子均王朱友贞和大将杨师厚、袁象先政变，杀入宫中，朱友珪害怕受辱，命冯廷谔将他及张皇后杀死。
| 前任者： 唐朝何皇后 | 后梁皇后 912年－913年 | 繼任者： 后唐刘皇后 |
| 前任者： 唐朝何皇后 | 后梁皇后 912年－913年 | 繼任者： 南汉马皇后 |